# Guayaramerín
Guayaramerín – miasto w Boliwii w departamencie Beni. W 2012 roku miasto liczyło 35 803 mieszkańców. W mieście znajduje się port lotniczy Guayaramerín.